# Opération Chammal
Pendant la Seconde guerre civile irakienne et la guerre civile syrienne
L'opération Chammal est le nom  donné à partir du  20 septembre 2014  à la participation des forces armées françaises, au sein de la coalition contre l'État islamique, aux guerres d'Irak et de Syrie. Le chammal est un vent du nord qui souffle en Irak.
Cette opération est décrite par le gouvernement français comme une opération engagée le 19 septembre 2014, sur demande du gouvernement irakien. Elle mobilise les armées françaises en Irak pour assurer un soutien aérien aux forces armées locales dans leur lutte contre le groupe terroriste État islamique. À partir du 27 septembre 2015, l'opération est étendue au territoire syrien pour y neutraliser des camps d'entraînement de l'État islamique.

## Motivation de l'intervention française
La France prend part aux opérations aériennes en Irak, en excluant initialement toute intervention en Syrie pour ne pas prendre parti par rapport au régime de Bachar el-Assad, arguant de plus que l'intervention en Irak répond à une demande officielle des autorités de Bagdad, alors qu'en Syrie il n'y a aucune semblable légitimité,, et la motivation de la France est affirmée lors de divers discours par les différentes autorités concernées
« Daech a commis au cours de ces derniers mois des massacres, des crimes que l'on peut qualifier de génocide, de purification ethnique et religieuse à l'encontre de milliers de citoyens »
— le président irakien, Fouad Massoum, conférence sur la paix et la sécurité en Irak réunie au Quai d’Orsay, le 15 septembre 2014
« Il n'y a pas de temps à perdre face à la menace des djihadistes de Daech qui a pris le contrôle de larges secteurs des territoires irakien et syrien, multipliant les exactions »
— le président français, François Hollande, lors de son discours d’ouverture de la conférence sur la paix et la sécurité en Irak réunie au Quai d’Orsay, le 15 septembre 2014
« En Irak et en Syrie en particulier, l'organisation terroriste Daech, qui se prétend État islamique, atteint des degrés de maîtrise territoriale transfrontalière, d'organisation, de capacité financière et d'équipement encore jamais vus. Elle a déjà pris le monde à témoin d'actes barbares. Au quotidien, elle terrorise des populations entières. Elle déstabilise une région déjà très fragilisée et ambitionne de constituer un État terroriste dans le voisinage de l'Europe. »
— le ministre français de la Défense, Jean-Yves Le Drian, lors de son discours de clôture de l'université d'été de la défense, le 9 septembre 2014 à Bordeaux
« La détermination des égorgeurs de Daech (acronyme de l'État islamique en arabe) est forte, la nôtre doit l'être plus encore. »
— le ministre français des Affaires étrangères, Laurent Fabius, lors de son discours à l'Assemblée nationale, le 10 septembre 2014,
La France considère que la légitimité internationale est offerte par la résolution 2170 du Conseil de sécurité de l'ONU, en date du 15 août. À la suite de ces déclarations, l'opération Chammal est engagée le 19 septembre 2014.
En septembre 2015, le président François Hollande annonce que l'engagement des forces aériennes françaises contre l'EI se fera aussi en Syrie, ce qui nécessite de s'associer à la « coordination de fait scellée entre les forces américaines et celles de Damas », et de manière plus générale c'est « une approche beaucoup plus attentiste [que l'objectif de la chute du régime syrien], calquée sur l’attitude américaine, qui privilégie l’endiguement de la crise et la lutte contre le terrorisme djihadiste ». À cette date, il est prévu que « les frappes viseront des camps de l’EI, sur la base de dossiers d’objectifs préparés, et non les mouvements du groupe armé au gré de ses offensives », pour répondre à des préparatifs d’attentats en France depuis de tels camps. D'après Jean-Yves Le Drian, ministre de la défense, « le périmètre d’action des forces loyalistes à Bachar s’est réduit et aujourd’hui, frapper Daech ne signifie pas militairement favoriser Bachar », et « le cadre légal est l’article 51 de la Charte des Nations unies qui porte sur la légitime défense », justification juridique critiquée par la FIDH.
Après avoir longtemps refusé de bombarder la Syrie, pour ne pas aider Bachar el-Assad, les premières frappes aériennes françaises en Syrie, le dimanche 27 septembre 2015, à la veille de l’ouverture de l’Assemblée générale de l’ONU, ont été effectuées afin que la voix de la France puisse se faire entendre concernant l’avenir de la Syrie.

## Logotypes de l'opération
- Logo de l'opération Chammal avant novembre 2016.
- Logo de l'opération Chammal depuis novembre 2016[27].

## Commandement
Commandée par le chef d’état-major des armées à partir du centre de planification et de conduite des opérations (CPCO), cette opération est réalisée sous le contrôle opérationnel du contre-amiral commandant la zone océan Indien (ALINDIEN).

## Articulation internationale
L'opération Inherent Resolve (OIR) a été lancée pour répondre à la demande du gouvernement irakien. Une soixantaine de pays participent à cette coalition.
L'opération Chammal s'effectue en coopération avec cette opération. Elle vise initialement à soutenir les forces loyalistes, mais son rôle est ensuite étendu pour contrer la menace terroriste visant la France.

## Déroulement des opérations

### En 2014
À la suite de l'offensive lancée en 2014 par l’État islamique repoussant les forces armées irakiennes de vastes zones et menaçant le Kurdistan irakien, une coalition internationale se met en place sous l'impulsion des États-Unis en septembre 2014.
Après avoir envoyé, à partir d'août 2014, de l’aide humanitaire aux réfugiés fuyant l'avancée de l'État Islamiste et de l’armement, dont des canons de 20 mm Tarasque, aux forces kurdes et irakiennes le combattant, la France est le deuxième pays à participer militairement et à effectuer des bombardements aériens sur zone depuis l'Implantation militaire française aux Émirats arabes unis,.
À partir du 15 septembre, deux avions Rafale français basés à Al Dhafra aux Émirats arabes unis effectuent des missions de reconnaissance au-dessus de l’Irak, et le 19 septembre, la France effectue ses premières frappes en Irak,,. Deux Rafale, soutenus par un ravitailleur et un Atlantique-2, détruisent un dépôt logistique de l'EI au sud de Mossoul,,.
Le 25 septembre 2014, deux Rafale en mission de reconnaissance armée bombardent une « cible d'opportunité », qui leur a été transmise par QG opérationnel américain, détruisant quatre hangars à proximité de Falloujah. Le 19 octobre, l’aviation française frappe à nouveau les djihadistes au cours d’un vol de reconnaissance armée effectué par deux Rafale dotés d’une nacelle de désignation Damoclès. Deux « pick-up terroristes », identifiés et confirmés hostiles, sont détruits à l'aide de trois bombes à guidage laser GBU-12,. Le 21, lors de l'appui d'une opération terrestre conduite par l’armée irakienne dans la région de Mossoul, un véhicule militaire blindé de type Humvee, conduit par des djihadistes, est détruit par une bombe GBU-12. Le 22 octobre 2014, des Rafale ouvrent le feu avec leurs canons Nexter 30 sur des fantassins djihadistes en train de monter à l'assaut contre une position de l'armée irakienne près de Falloujah. Le lendemain, un poste abritant un véhicule est détruit par une bombe GBU-12 dans la région du mont Sinjar.
Le 1er octobre 2014, la France annonce l'appareillage de la frégate Jean Bart pour le golfe Persique. Elle embarque, lors d'une escale à Djibouti, des marins américains chargés d'équiper le vaisseau afin de dialoguer directement avec les centres de commandement alliés. Elle achève sa mission le 28 janvier,,.
Le 5 octobre, trois Rafales basés à Saint-Dizier ainsi qu’une trentaine de personnes chargées de la mise en œuvre et du pilotage des aéronefs, rejoignent le dispositif militaire français engagé dans l’opération Chammal.
La nuit du 23 au 24 octobre 2014, la France participe à un « raid massif » effectué par la coalition contre un camp militaire de l'EI près de Mossoul. 70 bombes sont larguées, dont quatre AASM tirées par deux Rafale français et douze bâtiments sont détruits. Ils servaient à produire pièges, bombes et armes,,,. Le matin du 31 octobre, une patrouille de Rafale tire deux bombes AASM sur un bâtiment qui abritait des djihadistes prenant à partie des éléments de l'armée irakienne près de Tikrit.
Le matin du 14 novembre, deux Rafale interviennent dans la région de Kirkouk afin de soutenir les forces irakiennes aux prises avec les djihadistes. Les Français tirent plusieurs bombes GBU-12 et détruisent un bunker et un autre poste de combat. Dans la nuit du 18 au 19 novembre, deux avions Rafale armés chacun de 4 bombes AASM participent à un raid de la coalition. Les appareils français ouvrent le feu sur un ensemble de tranchées près de Kirkouk. Ces frappes combinées à celles des autres nations permettent une brèche dans le système de défense de l'EI au niveau de la ligne de front.
Le 28 novembre, trois Mirage 2000D viennent renforcer le dispositif français.
Le 1er décembre, deux avions Rafale bombardent un check-point de l'EI au sud-ouest du mont Sinjar avec deux GBU-12. Le 5, une quinzaine d'avions de sept pays de la coalition, dont deux Rafale français, mènent un raid contre une vingtaine d'objectifs ; des points d’appui, des postes de tir, des bunkers et des postes de commandement, à une vingtaine de kilomètres au nord-est de Mossoul. Les Français détruisent trois objectifs.
Le 12 décembre, les Français effectuent trois frappes à l'ouest et au nord-est de Mossoul, contre des caches de munitions et des groupes de combattants de l'EI. Le 15, une patrouille détruit une cible d’opportunité dans le mont Sinjar. Le 16, un autre objectif est détruit dans la région de Mossoul.
Le 17 décembre, trois autres appareils de la 3e Escadre de chasse de Nancy atterrissent sur la base aérienne Prince-Hassan en Jordanie qui devient une base aérienne projetée, portant à six le nombre de Mirage actifs dans l'opération Chammal. Ce dispositif effectue deux missions de deux avions par jour, six jours sur sept, soit une moyenne de 72 heures de vol hebdomadaires par avion.
Lors de la bataille de Sinjar, les troupes kurdes au sol sont soutenues par 17 avions de la coalition qui mènent 45 raids du 15 au 18 décembre et détruisent 50 cibles,. Deux chasseurs français participent à ce raid. Le 18, ils bombardent et neutralisent une trentaine de djihadistes engagés dans un combat contre les Peshmergas dans région de Sinjar.
Le 20, deux avions interviennent près de Baïji et l'un d'eux neutralise un poste de combat. Le 24 décembre, deux chasseurs interviennent pour soutenir les Peshmergas dans la région de Kirkouk et détruisent un bâtiment dans lequel les djihadistes s'étaient embusqués. Le 26, dans la région de Falloujah, une patrouille de deux appareils détruit un pick-up avec une bombe GBU-12, le même jour des appareils français participent à un raid dans la région de Kirkouk et détruisent trois bâtiments avec des bombes AASM.

### En 2015
Le 2 janvier 2015, près de Kirkouk, deux avions bombardent des combattants de l'EI dans la région de Kirkouk, plusieurs sont tués et un poste de combat est détruit. Le 9, une patrouille de reconnaissance armée détruit deux positions de combat dans la région de Mossoul. Le 11, deux avions bombardent des combattants dans une zone de combat au nord de Falloujah. Le 12, un poste de combat utilisé pour opérer des tirs de mortier est détruit près de Mossoul. La nuit du 21 au 22, les avions français participent à un raid de la coalition dans la région de Sinjar et détruisent une dizaine d'objectifs avec des AASM. Le 24 et le 25, les Français frappent au sud-est de Mossoul et à l'est de Ramadi, tuant une vingtaine de djihadistes.
Le 30 janvier, les Français repèrent un groupe de 150 djihadistes en position de combat contre les peshmergas dans une zone entre Mossoul, Kirkouk et Baïji, environ 50 d'entre eux sont « neutralisés » par les tirs des avions. Le 3 février, ils frappent un groupe d'hommes de l'EI dans la région de Tall Afar,. Le 8 février, les Français frappent un poste de commandement de l'EI près de Mossoul puis participent pendant la nuit à un raid dans les environs de Tal Ward, au sud-ouest de Kirkouk, contre des lignes de défense fortifiées. Le soir du 13 février, deux Mirage 2000D sont incorporés dans une patrouille mixte composée d’aéronefs australiens, canadiens et français. Lors de cette mission, les Mirage 2000D français délivrent 2 GBU 49 sur une ancienne usine de soda transformée en chaîne de production d'IED dans la ville de Hit.
Le 23 février 2015, le groupe aéronaval du Charles-de-Gaulle arrive dans le Golfe persique. Commandé par le contre-amiral Éric Chaperon, il est composé du porte-avions, d'un sous-marin nucléaire d'attaque, de la frégate de défense anti-aérienne Chevalier Paul et d'une frégate britannique anti sous-marine (HMS Kent), ainsi que du pétrolier ravitailleur Meuse, soit quelque 2 700 marins embarqués,. Le Charles-de-Gaulle part le 13 janvier de Toulon pour une mission d'environ cinq mois et il doit être engagé durant huit semaines dans le Golfe, il emporte avec lui 12 Rafale, 9 Super-Étendard, 1 E-2 Hawkeye et 4 hélicoptères. L'opération est dirigée par les Américains qui ont eux aussi engagé dans la zone un de leurs porte-avions, l'USS Carl Vinson.
Le matin du 25 février, deux Rafale Marine décollent du porte-avions et détruisent un camp d'entraînement de l'EI près de la ville d'Al-Qa'im,. Le 27 février, des chasseurs français réalisent une frappe d'opportunité sur deux bâtiments abritant des combattants de l'EI près de la ville de Khan al Baghdadi, une seconde frappe a lieu dans cette même région le 2 mars. Le 27 également, les chasseurs ciblent un groupe de combattants qui avaient pris position dans une palmeraie dans la région d'Al-Assad, et visent des miradors dans la région de Bashiqa, entre Mossoul et Erbil. Le 4 mars, ils interviennent dans la région d'Ain al-Assad et neutralisent un groupe d'insurgés engagés dans un combat avec les forces irakiennes.
Du 5 au 12 mars, les Français effectuent six frappes dans les environs de Falloujah, Kirkouk et Mossoul, l'une d'elles détruit un véhicule blindé chargé d'explosifs qui devait être utilisé pour une attaque-suicide. Dix frappes sont effectuées du 12 au 19 mars.
Le 20 mars, une première patrouille frappe un bâtiment abritant une fabrique d'IED dans la région de Ramadi, tandis qu'une seconde détruit deux camions suicides dans la région de Bagdad. Le 21, un poste de combat situé sur un immeuble est neutralisé dans la région de Ramadi. Le 22, les avions français viennent soutenir les peshmergas dans la région de Sinjar et neutralisent une trentaine de combattants abrités dans un immeuble.
Les avions français n'effectuent aucune frappe la semaine du 26 mars au 2 avril et poursuivent leurs missions de renseignement. Dix frappes sont effectuées la semaine du 2 au 9 avril, détruisant quinze objectifs ; du matériel logistique, des positions de tirs et une usine de fabrication d'engins explosifs. Quatorze frappes sont effectuées la semaine du 9 au 16 avril dans les régions de Ramadi, Baiji, Sinjar et Karma ; elles détruisent des groupes de combattants, des positions de tir, des check-points, des postes de combat, des véhicules et des bâtiments.
Entre le 17 et le 23 avril, cinq frappes d’opportunité sont effectuées par les chasseurs français dans les régions de Tal Affar et Ramadi. Ces frappes ont permis de détruire différentes positions de tir, constituées de mitrailleuses lourdes et de combattants, ainsi que des bâtiments et pickups. Le ''Charles de Gaulle'' et son groupe aéronaval quittent l'opération le 18 avril après huit semaines d'opérations. Entre le 24 et le 30 avril, 7 frappes d’opportunité sont effectuées dans les régions de Baïji, Ramadi et Sinjar/Mossoul et ont permis de neutraliser 13 objectifs.
Entre le 1er et le 7 mai, six frappes d’opportunité ont été effectuées dans les régions de Baïji, Fallujah, Sinjar et Ramadi. Ces frappes ont permis de détruire des positions de tirs, des matériels logistiques, un bâtiment et plusieurs groupes de combattants de l'EI. Entre le 8 et 13 mai, les chasseurs de la force ont effectué quatre frappes d’opportunités, neutralisant huit objectifs. Entre le 14 et le 20 mai, treize frappes sont portées contre des objectifs au sol dans les régions de Baïji, Ramadi, Mossoul et Sinjar. Ces actions ont permis de détruire des positions de combat, des bâtiments occupés par des combattants et des véhicules suicides. Entre le 21 et le 28 mai, dix frappes sont effectuées sur des positions tenues par l'EI, touchant des bâtiments ou véhicules du mouvement terroriste, principalement sur le front Nord, le long d'une ligne Mossoul-Sinjar et plus au Centre dans les régions de Kirkouk et Baïji.
Entre le 29 mai et le 4 juin, trois frappes ont été menées contre des objectifs au sol. Au cours de ces frappes, quatre objectifs ont été neutralisés dans les secteurs de Sinjar et Tal Afar. Entre le 5 et le 11 juin, huit frappes ont eu lieu. Au cours de celle-ci, neuf objectifs ont été neutralisés dans les secteurs de Mossoul, Sinjar, Tall Afar et Baiji. Entre le 12 et le 18 juin, sept frappes ont été menées dont la 150e depuis le début de l'opération. Entre le 19 et le 25 juin, onze frappes ont été réalisées, permettant la neutralisation d’une trentaine d’objectifs dont un bâtiment qui servait à l’élaboration de véhicules suicide, dans un centre logistique du groupe terroriste.
Au 1er juillet 2015, selon le point de situation du Ministère de la Défense, l’aviation française a effectué 964 sorties au-dessus de l’Irak et procédé à 162 frappes, lesquelles ont permis de détruire 252 objectifs.
D'autre part, l’armée de terre, qui a envoyé 130 instructeurs issus du 31e Régiment du Génie et de la 13e Demi-Brigade de la Légion Etrangère (DBLE), continue son travail de formation des forces irakiennes grâce aux détachements d’instruction opérationnelle (DIO).
Au 1er juillet 2015 toujours, légionnaires et sapeurs ont formé 1 000 stagiaires de l’Iraqi Counter Terrorism Service (ICTS) au combat en zone urbaine (ZURB), au sauvetage au combat (SAN) et à la lutte contre les engins explosifs improvisés (IED). De plus, 300 moniteurs de la 6e division irakienne ont reçu une formation dans les mêmes domaines en plus d’une instruction au travail d’État-major. Ces chiffres ne prennent pas en compte le DIO mis en place auprès des combattants kurdes et formé par des opérateurs des forces spéciales.
Entre le 26 juin et le 2 juillet, six frappes ont été menées dans les régions de Mossoul, Sinjar et Falloujah permettant la destruction de 13 objectifs. Entre le 3 et le 9 juillet, quatre frappes ont été effectuées dans les régions de Mossoul, Sinjar, Falloujah et Baiji. Elles ont permis la destruction de sept objectifs constitués par des bâtiments et de l’armement lourd. Entre le 10 et le 16 juillet, cinq frappes ont été réalisées dans les régions de Mossoul, Sinjar et Ramadi, et ont permis la « neutralisation » de huit objectifs, dont quatre positions de tir et une zone en cours de fortification. Le 17 juillet, un Atlantique 2 de la Marine Nationale effectue la 1000e mission française au-dessus de l'Irak. Entre le 24 et le 31 juillet, trente objectifs ont été « neutralisés ».
À la suite de vols de reconnaissance quelques jours plus tôt, un premier bombardement en Syrie aurait eu lieu, d'après le quotidien Le Monde, le 24 septembre, et aurait visé un centre de commandement de l'EI dans la ville de Racca considérée comme le fief de cette organisation. D'après le président français, François Hollande, les premières frappes ont eu lieu le 27 septembre et ont détruit un camp d'entrainement près de la ville de Deir ez-Zor (environ trente morts d'après l'OSDH), ajoutant que « d’autres frappes pourraient avoir lieu dans les prochaines semaines si nécessaire ». Les frappes du 27 septembre ont été menées par 6 avions français qui ont détruit un camp d'entraînement de l'EI à Boukamal, dans le gouvernorat de Deir ez-Zor. Trente djihadistes sont tués dans ce raid selon l'OSDH, dont douze enfants soldats,. Les bombardiers français ont opéré près de la base aérienne du régime syrien à Deir ez-Zor depuis laquelle le régime d'Assad lance ses raids sur les civils syriens.
Le 9 octobre, la France effectue une deuxième frappe aérienne contre l'EI en Syrie. Deux Rafale délivrent des bombes sur un camp d'entraînement à Racca, faisant seize morts parmi les djihadistes selon l'OSDH,, dont un chef, Abou Abdallah al-Belgiki, surnommé « le Belge » et trois enfants soldats. Certaines victimes portaient des noms marocains et ont potentiellement la double nationalité franco-marocaine. L'aviation française mène une troisième frappe le 8 novembre contre une station d'essence, puis deux autres la nuit du 9 au 10 novembre contre un poste de distribution de pétrole et une usine de séparation de gaz dans le gouvernorat de Deir ez-Zor,.
Le lundi 12 octobre 2015, une source gouvernementale déclare que « les frappes françaises ont tué des djihadistes. Il pourrait y avoir des djihadistes français ».
Mi-octobre 2015, l'aviation française a effectué 1 100 opérations dont 500 par les avions français de la base Prince-Hassan, 350 objectifs ont été détruits dont 300 depuis la Jordanie. La quasi-totalité des sorties des Mirage 2000 sont des missions d’appui des troupes au sol (5 % seulement étant des frappes sur dossiers d’objectifs préparés).
Le 15 novembre, en représailles aux attentats du 13 novembre 2015 à Paris et Saint-Denis, dix chasseurs français effectuent des bombardements massifs en larguant vingt bombes sur Racca. Le raid était constitué de douze appareils dont dix chasseurs (six Rafale, deux Mirage 2000D de la 3e escadre de chasse et deux M2000N de l'Escadron de chasse 2/4 La Fayette). Le premier objectif frappé par la patrouille de deux Mirage 2000 est situé à 6 km au sud de Racca. Le site était utilisé par l'EI comme poste de commandement, centre de recrutement djihadiste et dépôt d’armes et de munitions. Le deuxième objectif situé à l'ouest de Racca a été frappé par une patrouille mixte de quatre Rafale et deux Mirage 2000 : il abritait un camp d’entraînement terroriste et des cellules de recrutement. Selon l'OSDH, les frappes françaises et russes les 15, 16 et 17 novembre, font au total 33 morts et des dizaines de blessés dans les rangs de l'EI. Le journaliste du Monde Benjamin Barthe affirme quant à lui que selon « des sources à l’intérieur de la ville », le raid du 15 novembre fait douze morts parmi les djihadistes, dont quatre Asiatiques, et aucune victime civile. Quelques autres raids suivent. À la date du 23 février 2016, la France a mené 18 frappes en Syrie.
Le 18 novembre 2015, le porte-avions Charles de Gaulle appareille à Toulon pour l'est de la Mer Méditerranée afin de soutenir les opérations de bombardement menées par la coalition internationale. Le 23 novembre, les chasseurs basés sur le porte-avions mènent leurs premières frappes en Syrie ; les frappes en Irak se poursuivent également. Le 19 décembre, le Charles de Gaulle prend le commandement de la composante maritime de la coalition internationale.

### En 2016
En janvier, du fait de la pression des opérations coordonnées de la coalition, Daech a perdu l’initiative sur le terrain et recule. Le groupe terroriste est sur la défensive, la situation tactique témoigne d’une amélioration en faveur des forces arabo-occidentales. La reprise de Ramadi est en cours par les forces irakiennes, qui ont atteint le centre-ville. On compte 49 frappes de la force Chammal depuis mai 2015 au profit des troupes au sol engagées. Du 16 décembre 2015 au 5 janvier 2016, les équipages français ont réalisé 209 sorties aériennes au-dessus des zones contrôlées par Daech en Irak et en Syrie, dont 159 de bombardement en appui des troupes irakiennes au sol ou sur objectif planifié, 25 de recueil de renseignement et 18 opérations de ravitaillement en vol. 48 frappes d'appui au sol ont été réalisées au profit des forces irakiennes au sol, et 4 raids ont été menés : le 19 décembre 2015 en Syrie sur un site de production pétrolière dans la région de Raqqah par des Mirage 2000 et des Rafale ; le 22 décembre 2015 en Irak contre un centre logistique situé entre Ramadi et Fallujah par des Super-Etendard du GAN ; le 1er janvier sur deux installations pétrolières dans le Sud de Raqqah par des Mirage 2000 ; et le 2 janvier contre un centre de production et de stockage d’armement au Nord-Est d’Alep en Syrie par des Rafale armés de missiles SCALP.
Le 22 février, le Charles de Gaulle franchit le détroit d'Ormuz et quitte le golfe Persique pour la mer Méditerranée. Il se retire avec son groupe aéronaval ; les frégates françaises Chevalier Paul et La Motte-Picquet, la frégate belge Léopold Ier, le destroyer britannique HMS Defender, le navire ravitailleur Marne et un sous-marin nucléaire d'attaque. Le 14 février, il passe le commandement de la composante maritime de la coalition au porte-avions américain USS Harry S. Truman. Du 19 décembre 2015 au 22 février 2016, les 26 avions à son bord ont effectué 370 sorties et 80 frappes,,.
Au 1er septembre, le colonel Patrick Steiger, porte-parole de l'État-major des armées, annonce que la France a effectué du 5 juillet au 30 août « 344 sorties, menant 61 raids, dont dix avaient été planifiés à l'avance et 51 menés sur des cibles d'opportunité ». De plus, il ajoute que « ces frappes ont été concentrées à 80 % sur les abords de Mossoul ». Depuis le début de l'opération, les Mirage et Rafale français ont mené en Syrie et en Irak 829 frappes au cours de 4 540 sorties, permettant la neutralisation de 1 415 objectifs.

### En 2017
L'aviation française effectue 22 frappes pendant la bataille de Raqqa entre le 3 juillet et le 31 août 2017.

### En 2018

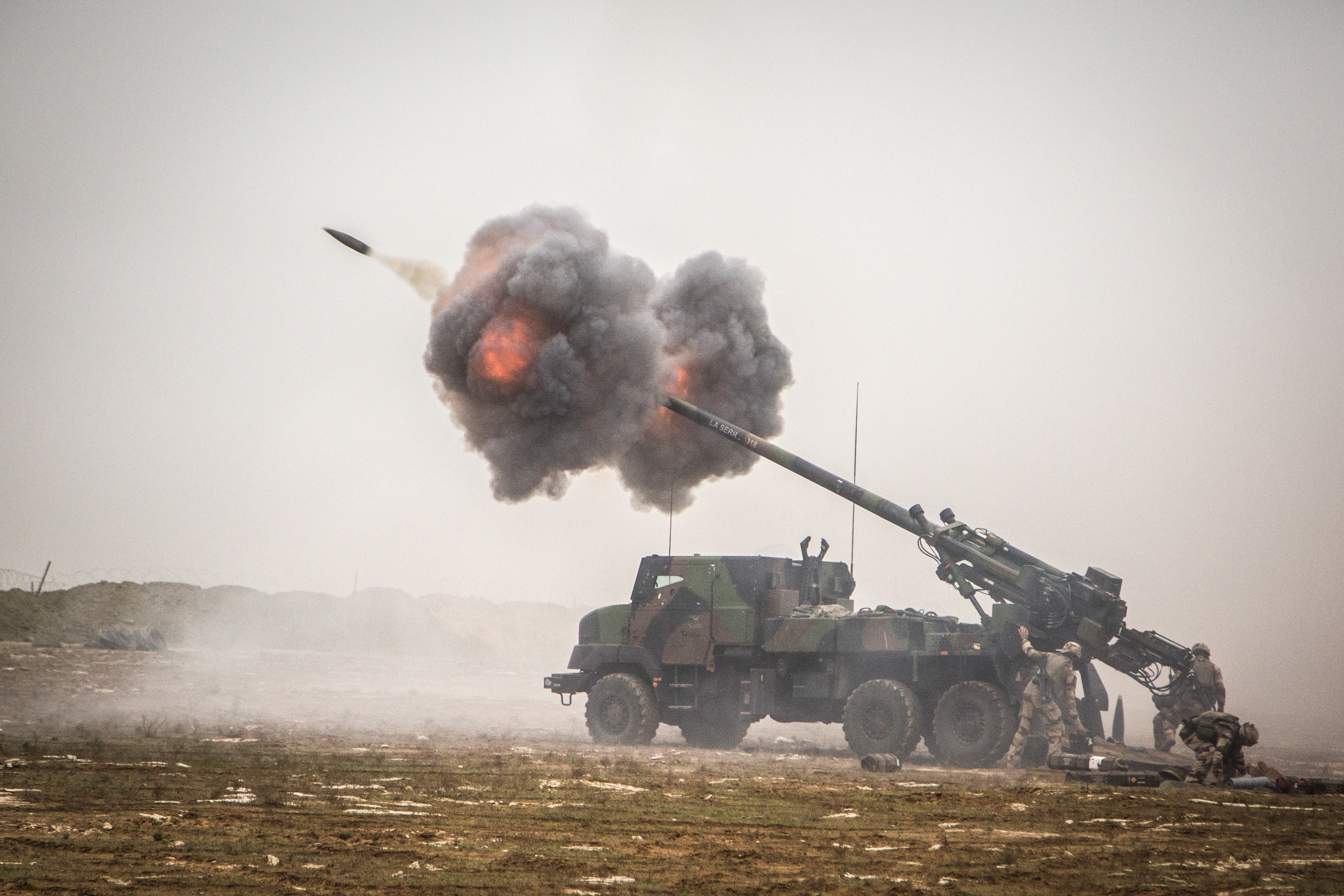
Un canon CAESAR tire vers la vallée de l'Euphrate le 2 décembre 2018.

Fin 2018, la Task Force Wagram, dotée de trois canons automoteurs CAESAR, participe aux combats à la frontière irako-syrienne contre les dernières poches de l’État islamique. Elle emploie pour la première fois le 3 décembre 2018 des obus BONUS, lorsque quatre de ceux-ci ont détruit un convoi de 8 véhicules de l’État islamique.

### En 2020
De février à mars 2020, la 13e DBLE participe à l'opération Chammal pour former les soldats irakien de l'ICTS académie.
Le 26 mars 2020, les 200 soldats français participant à l'opération Chammal sont temporairement rapatriées en France métropolitaine « en raison de la pandémie de coronavirus »,,.

### En 2022
Les appareils de l’AAE engagés dans l’opération Chammal dont dix Rafale basés en Jordanie et aux Émirats arabes unis sont sollicités 807 sorties.

### En 2023
Les aéronefs de l’AAE effectuent 900 sorties.

### En 2024
Le 14 avril 2024, les forces françaises de l'opération Chammal, basées en Jordanie, interviennent dans le conflit opposant l'Iran à Israël en interceptant une partie des drones et missiles iraniens visant le territoire israélien. 
Le 31 décembre 2024, le ministre français des Armées, Sébastien Lecornu, annonce que « des moyens aériens français ont procédé à des frappes ciblées contre des sites de Daech sur le sol syrien » le 29 décembre, pour la première fois depuis la chute de Bachar el-Assad. « Des Rafale et des Reaper ont délivré un total de sept bombes sur deux objectifs militaires de Daech dans le centre de la Syrie », précise à l'AFP le ministère des Armées.

## Composantes
L’opération est dotée lors de son déclenchement de deux composantes : une composante aérienne et une composante de formation, auxquelles s'est rajoutée en 2016 une composante artillerie.

### Composante aérienne
Les opérations aériennes concernent trois catégories de mission :
- des missions d'appui des forces loyalistes irakiennes présentes au sol ;
- des missions de renseignement déterminent des «leviers d'actions pertinents» pour constituer des dossiers d'objectifs ;
- des missions de frappe contre des objectifs.

Les missions de frappe sont également suivies de mission de renseignement afin de réaliser une battle damage assesment (évaluation de situation) permettant notamment de garantir l'absence de dommages collatéraux.[réf. nécessaire]

### Composante de formation
Différentes formations sont dispensées :
- Une formation assurée par la Task Force Narvik vise l’ICTS (Iraki Counter Terrorism Service). Elle a participé à former 4 300 des 23 000 militaires irakiens formés par la coalition[Quand ?]. Elle porte notamment sur le sauvetage au combat, la lutte contre les engins explosifs, le combat en zone urbaine et le tir de combat.
- Une formation assurée par la Task Force Monsabert vise les capacités de commandement de la 6e division d’infanterie irakienne, notamment pour assurer la sécurité de la ville de Bagdad[133].

### Composante terrestre
Un soutien d'artillerie depuis 2016 avec une batterie de quatre camions équipés d'une pièce d'artillerie de 155 mm (canon Caesar) constituant la Task Force Wagram qui comprend environ 150 personnes appuyant la 15e division de l'armée irakienne.
Basée sur la base Q-West, le camp militaire de Qayyarah, cette force opère depuis le sol irakien, à 77 km au sud de Mossoul, 130 km à l'ouest d'Erbil et à 350 km au nord de Bagdad.

### Composante navale
Entre novembre 2015 et février 2016, le groupe aéronaval du porte-avions Charles de Gaulle a participé durant huit semaines à l'opération dans le cadre de la mission Arromanches 2. Sur décision du président de la République, il intègre alors formellement l'opération Chammal. Il était à nouveau présent sur le théâtre entre septembre et décembre 2016, pour une mission Arromanches 3.
Afin de maintenir la permanence de l’engagement d’un navire français dans l'opération Chammal, les bâtiments suivants ont également apporté leur concours (en dehors de leur participation au titre du groupe aéronaval) :
- Le Chevalier Paul, frégate de défense aérienne[137]
- Le Languedoc, frégate anti-sous-marine[137]
- Le Guépratte, frégate légère furtive
- Le La Fayette, frégate légère furtive
- Le Jean Bart, frégate antiaérienne
- La Provence, frégate anti-sous-marine[138]
- Le Montcalm, frégate anti-sous-marine[138]

## Bilan
Du 19 septembre 2014 au 9 décembre 2017, le bilan de l'intervention française est de 1 422 frappes aériennes effectuées (soit un peu plus de 5 % des frappes de la coalition pendant cette période) et 2 209 objectifs détruits ; selon Le Monde, 2 700 bombes auraient été larguées,. Les pièces d'artillerie CAESAR ont pour leur part réalisé 1 587 missions de tirs à partir du 20 septembre 2016.
Le 21 janvier 2016, le ministre français de la Défense Jean-Yves Le Drian affirme qu'environ 1 000 djihadistes de l'EI ont été tués par l'aviation française. Selon Le Monde, les avions français auraient tué 2 500 djihadistes entre septembre 2014 et décembre 2016. La France ne reconnaît aucune perte civile.
En janvier 2016, l'armée française affirme avoir formé 2 500 militaires irakiens de l'ICQS (Iraqi Counter Terrorism Service).
Les frappes de la coalition internationale ont fait des victimes civiles, cependant il n'y a actuellement pas de preuve que la France soit impliquée. Le projet de décompte des victimes civiles Airwars regrette le manque de transparence des autorités françaises sur ce sujet,,,.
Le 5 juillet 2017, le porte-parole des armées françaises affirme que 1 307 frappes aériennes en Irak et Syrie ont été menées par les forces françaises depuis septembre 2014, dont 600 pour la bataille de Mossoul, ainsi que 1 200 missions de tirs d'artillerie.
Le 19 août 2023, le sergent Baptiste Gauchot, affecté au 19e régiment de génie, meurt lors d'un accident de la route, un autre militaire est grièvement blessé.
Le 20 août 2023, l'adjudant Nicolas Latourte, du 6ème régiment du Génie, trouve la mort lors d’une opération d’instruction des forces armées irakiennes au combat en zone urbaine.
Le 28 août 2023, le sergent Nicolas Mazier du commando parachutiste de l'air n°10, est tué dans une embuscade de l'État islamique à Al-Aïth, une zone désertique du district de Touz Khormatou (en). Trois à quatre autres militaires français sont blessés, de même que deux à cinq militaires irakiens,,. Les militaires français blessés sont évacués vers un hôpital militaire américain de Bagdad. 

## Légalité de certaines frappes
En octobre 2015, la légitime défense invoquée par la France, au titre de l’article 51 de la Charte des Nations unies, est contestée par Jean-Paul Laborde, directeur exécutif du Comité contre le terrorisme (en), rattaché au Conseil de sécurité des Nations unies : cet article s'applique « quand un État attaque un autre État », or l'État islamique « on ne peut pas dire que c’est un État » , et « pour ce qui est de la légitime défense individuelle, elle implique, pour être constituée, que le pays qui la met en pratique puisse justifier, éléments à l’appui, que les personnes visées lors des frappes aériennes étaient effectivement sur le point de commettre des attaques sur son sol national », ce qu'a fait le Royaume-Uni pour « justifier, devant son opinion et devant l’ONU, la mort de deux de ses ressortissants », mais pas la France. De plus, « l’article 51 pose un problème juridique qui n’est pas réglé. On peut l’appliquer mais peut-être faudrait-il l’étendre »,.

## Critiques
En février 2019, le colonel François-Régis Legrier, commandant du 68e régiment d'artillerie d'Afrique et chef de l'artillerie française pendant l'offensive de Deir ez-Zor entre octobre 2018 et février 2019, publie un article dans la Revue Défense nationale critiquant la stratégie de la coalition dans sa campagne contre l'État islamique. Il dénonce une victoire « poussive, à un coût exorbitant et au prix de nombreuses destructions ». Il critique notamment le refus d'engager des troupes au sol, qui auraient, selon lui, permis d'épargner des pertes civiles et des destructions et auraient accéléré la victoire contre l'EI. L'article est ensuite censuré et retiré du site internet de la Revue Défense nationale, tandis que la ministre des Armées Florence Parly demande des sanctions contre le colonel Legrier,,. Selon L'Opinion, il n'aurait cependant écopé que d'une sanction légère.

## Vidéographie
- [vidéo] Fin du groupe EI en Syrie : au cœur de la base aérienne française en Jordanie, France 24, 26 mars 2019.